# Naustdals kommun
Naustdals kommun (norska: Naustdal kommun) var en kommun i dåvarande Sogn og Fjordane fylke i Norge, belägen mellan dåvarande Flora och Førde kommuner. Den administrativa huvudorten var tätorten Naustdal. I kommunen sysslade man främst med jordbruk och den var känd för laxfisket i Naustaälven.

## Administrativ historik
Kommunen grundades 1896 genom en delning av Førde kommun. 1964 slogs kommunen ihop med större delen av Vevrings kommun. Samtidigt överfördes de delar av kommunen som låg söder om Førdefjorden till Førde kommun. Från 1 januari 2020 gick kommunen upp i den nybildade Sunnfjords kommun.

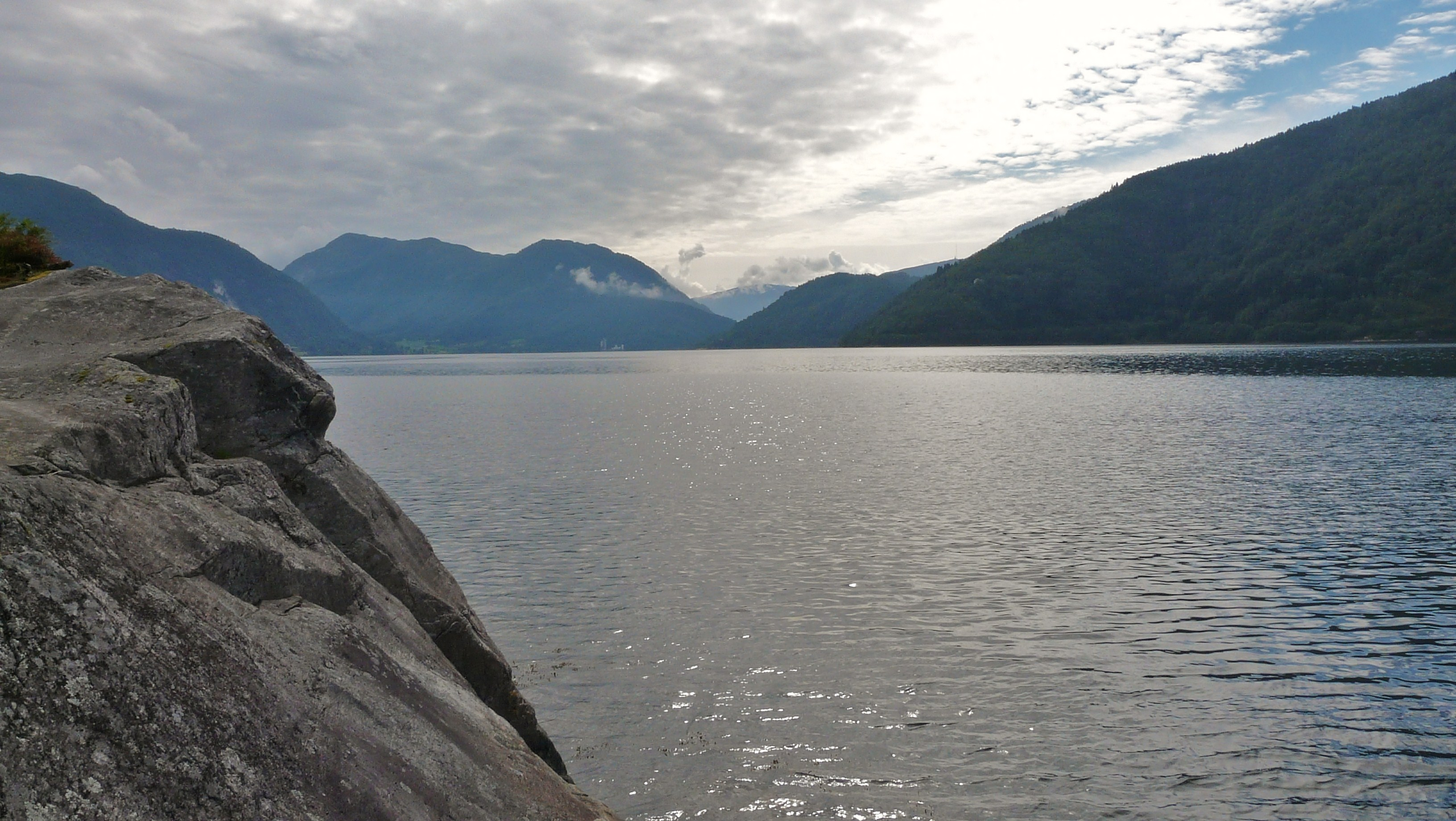
Førdefjorden.